# Geo Storm
Geo Storm — спортивний компактний автомобіль, виготовлений компанією Isuzu, який продавався компанією Geo у Сполучених Штатах з 1990 по 1993 рік. Ці ж автомобілі з незначними змінами продавалися в Канаді лише в 1992 та 1993 модельних роках. Storm мав бути бюджетним автомобілем із зовнішнім виглядом спортивного автомобіля. Він продавався у дводверному варіанті ліфтбек і хетчбек.

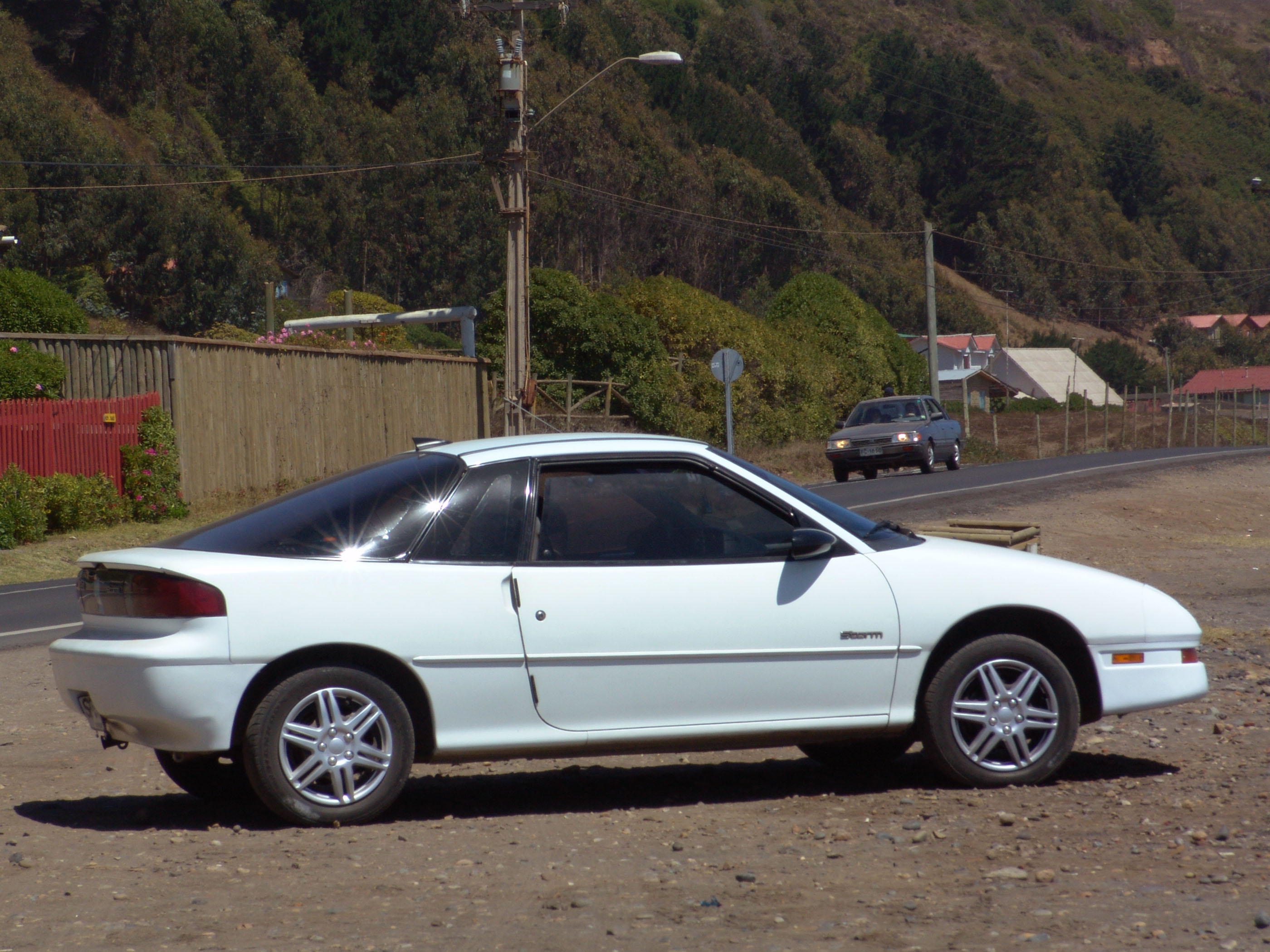

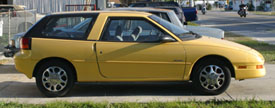
Geo Storm хечбек

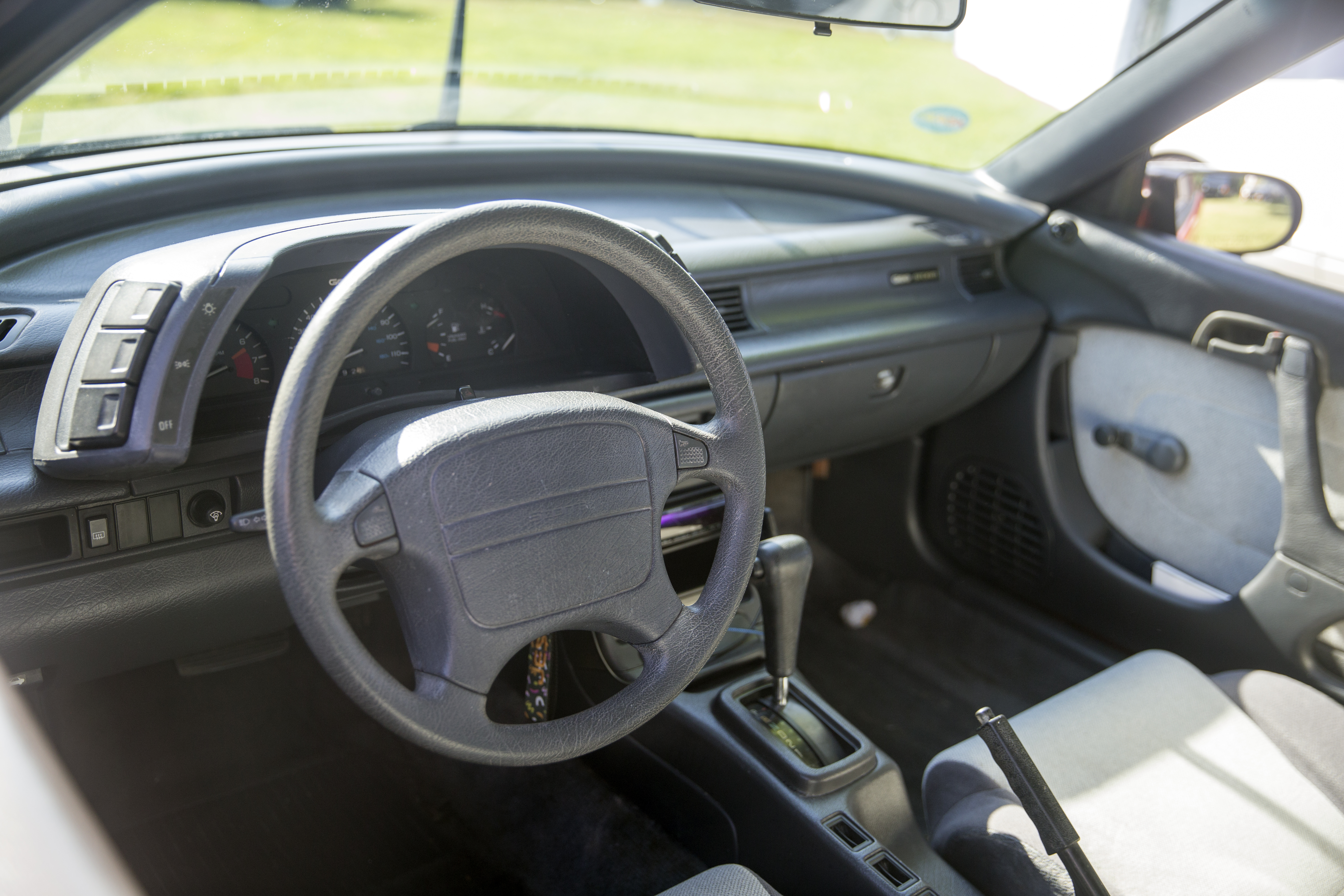

Geo Storm був новою версією спортивного Isuzu Impulse другого покоління без деяких дорожчих функцій цього автомобіля. Storm продавався в Японії як Gemini Coupé, а також як PA Nero через дилерські центри Yanase. Шторму бракувало підвіски, налаштованої на Lotus Impulse, а також додаткового турбокомпресора Impulse та повнопривідної трансмісії. Незважаючи на те, що вони, по суті, були однаковими автомобілями, продажі Storm були набагато вищими, ніж продажі Impulse — справді, Storm продавався краще, ніж більшість малих автомобілів GM тієї епохи. Повільні продажі версії Isuzu прирекли Storm. Коли Isuzu припинила виробництво легкових автомобілів у 1993 році через наслідки краху японської економічної бульбашки, виробництво Geo Storm виробництва Isuzu також було припинено. Geo не пропонувала заміну спортивного купе для Storm до того, як бренд був приєднаний до Chevrolet після 1997 року. Станом на 2010 рік було лише 40 300 Storm, зареєстрованих для використання на дорогах.
Storm був виготовлений на головному заводі Isuzu у Фудзісава, Канагава, Японія. Storm і Impulse також продавалися в Канаді General Motors Canada як Asüna Sunfire.

## Двигуни
- 1.6 L SOHC 4XE1 I4
- 1.6 L DOHC 4XE1 I4
- 1.8 L DOHC 4XF1 I4